# Leo Lionni
Leo Lionni (Amsterdam, 5 mei 1910 - Italië, 12 oktober 1999) was een auteur en illustrator van kinderboeken en grafisch vormgever. De boeken van Lionni kenmerken zich door de eenvoud en een typische Bauhaus-stijl. Boeken als Swimmy, Blauwtje en Geeltje (over twee kleuren) en Frederick (over een muizenfamilie) genieten internationale bekendheid, voornamelijk in de Verenigde Staten en Italië, waar hij de boeken maakte. De bijnaam van Lionni luidt meester van de fabel.

## Carrière
Als kind werd Lionni beïnvloed door de Hollandse meesters zoals Rembrandt van Rijn en Johannes Vermeer die hij opzocht in het dicht bij zijn huis gelegen Rijksmuseum. Als jongeman liet hij zich ook beïnvloeden door de opkomende Bauhaus en avant-garde-stijlen. Na zijn jeugd verhuisde hij naar Italië.
In 1935 behaalde hij zijn doctoraat in de economie op de Universiteit van Genua. Hij richtte zich op het maken van reclamecampagnes en in 1939 verhuisde hij naar de Verenigde Staten, Philadelphia. Hier werkte hij ook in de reclame-industrie, maar hij begon zich ook steeds meer op de kunst te richten. Van 1948 tot 1960 was hij artdirector bij het Amerikaanse businessblad Fortune.
In 1960 keerde hij terug naar Italië. Een jaar eerder kwam zijn eerste kinderboek uit, Little Blue and Little Yellow (in het Nederlands: Blauwtje en Geeltje), gevolgd door Inch by inch. Lionni was waarschijnlijk een van de eerste kinderboekenmakers die gebruikmaakte van collages.
In Italië maakte hij meer dan 40 kinderboeken. Voor de werken Inch by Inch, Frederick, Swimmy en Alexander and the Wind-Up Mouse ontving Lionni de Caldecott Honor, een prijs van de American Library Association. In 1965 kreeg hij de Duitse Jeugdliteratuurprijs.

## Trivia
- De Amerikaanse indieband Tilly and the Wall heeft zijn naam ontleend aan een boek van Leo Lionni.